# منصور جوهر
منصور جوهر (عربی: منصور سالم جوهر؛ زادهٔ ۱۹ مارس ۱۹۹۵) یک ورزشکار اهل عربستان سعودی است.
از باشگاه‌هایی که در آن بازی کرده‌است می‌توان به باشگاه فوتبال الشباب عربستان سعودی اشاره کرد.
وی همچنین در تیم ملی فوتبال ۰۲:۲۷، ۲۸ ژانویه ۲۰۱۶ (UTC) بازی کرده است.